# Albania na Letnich Igrzyskach Olimpijskich 2000
Albanię na Letnich Igrzyskach Olimpijskich 2000 reprezentowało 4 zawodników: 2 mężczyzn i 2 kobiety.

## Reprezentanci

### Lekkoatletyka
Mężczyźni
| Zawodnik    | Konkurencja   | Eliminacje | Eliminacje | Runda 2 | Runda 2 | Półfinał | Półfinał | Finał | Finał   |
| Zawodnik    | Konkurencja   | Wynik      | Miejsce    | Wynik   | Miejsce | Wynik    | Miejsce  | Wynik | Miejsce |
| ----------- | ------------- | ---------- | ---------- | ------- | ------- | -------- | -------- | ----- | ------- |
| Oltion Luli | bieg na 100 m | 11,08      | 8.         | NQ      | NQ      | NQ       | NQ       | NQ    | NQ      |

Kobiety
| Zawodniczka    | Konkurencja   | Eliminacje | Eliminacje | 2 Runda | 2 Runda | Półfinał | Półfinał | Finał | Finał   |
| Zawodniczka    | Konkurencja   | Wynik      | Miejsce    | Wynik   | Miejsce | Wynik    | Miejsce  | Wynik | Miejsce |
| -------------- | ------------- | ---------- | ---------- | ------- | ------- | -------- | -------- | ----- | ------- |
| Klodiana Shala | bieg na 400 m | 56,41      | 7.         | NQ      | NQ      | NQ       | NQ       | NQ    | NQ      |

### Podnoszenie ciężarów
Mężczyźni
| Zawodnik     | Konkurencja | Rwanie   | Rwanie  | Podrzut  | Podrzut | Razem  | Pozycja |
| Zawodnik     | Konkurencja | Wynik    | Pozycja | Wynik    | Pozycja | Razem  | Pozycja |
| ------------ | ----------- | -------- | ------- | -------- | ------- | ------ | ------- |
| Ilirjan Suli | 77 kg       | 162,5 kg | 4.      | 192,5 kg | 6.      | 355 kg | 7.      |

### Strzelectwo
Kobiety
| Zawodniczka | Konkurencja                | Kwalifikacje | Kwalifikacje | Finał  | Finał   |
| Zawodniczka | Konkurencja                | Punkty       | Miejsce      | Punkty | Miejsce |
| ----------- | -------------------------- | ------------ | ------------ | ------ | ------- |
| Diana Mata  | pistolet sportowy 25 m     | 579          | 11.          | NQ     | NQ      |
| Diana Mata  | pistolet pneumatyczny 10 m | 378          | 21.          | NQ     | NQ      |